# Акатов, Алексей Константинович
Алексе́й Константи́нович Ака́тов (28.03.1901 — 20.7.1976) — советский военачальник, генерал-майор инженерных войск, начальник Калининградского высшего инженерного ордена Ленина Краснознамённого училища инженерных войск имени А. А. Жданова.

## Биография
Алексей Константинович Акатов родился в 1901 году в Санкт-Петербурге.
В 1918 году призван на воинскую службы в ряды РККА. Участник Гражданской войны. Воевал на Ямбургском и Южном фронтах.
В 1921 году окончил обучение в Петроградской военно-инженерной школе.
В довоенное время старший преподаватель по военным мостам Курсов усовершенствования командного и начальствующего состава инженерных войск РККА.
В начале войны, вплоть до 1942 года, начальник технического отдела Инженерного управления Ленинградского фронта.
С июля 1942 года в звании полковника командовал 2-й инженерной бригадой спецназначения, входившей в состав Ленинградского фронта. В составе бригады принимал участие в Красноборской операции 55-й Армии Ленинградского фронта. Успешные действия бригады под командованием полковника Акатова трижды отмечалась в Приказах Верховного Главнокомандующего: № 190 от 20 сентября 1944 года О прорыве обороны немецких войск севернее города Тарту; № 191 от 22 сентября 1944 года «Об овладении столицей Эстонской ССР городом Таллин (Ревель)» и 210 от 24 ноября 1944 года «О завершении очищения от противника острова Сааремаа (Эзель) и завершении освобождения от немецких захватчиков территории Советской Эстонии».
В начале 1944 года сводный отряд разминирования, созданный на базе бригады полковника Акатова, занимался разминированием освобожденной территории Ленинградской области и обектов культурного наследия в в Пушкине, Стрельне, Петергофе.
Летом 1944 года бригада под командованием полковника А. К. Акатова принимала участие в освобождении г. Выборг, по итогам которой Приказом Главнокомандующего № 113 от 21 июня 1944 года «Об овладении городом и крепостью Выборг» ей было присвоено почетное наименование «Выборгская».
После войны окончил заочное отделение Ленинградского института инженеров промышленного строительства.
Подготовил к печати учебное пособие для сержантов инженерных войск : Акатов А. К. Плотничные работы: учебное пособие для команд плотников и школ младшего командного состава инженерных войск РККА / А. К. Акатов, военинж. 2 ранга. — Москва: Воениздат, 1940. — 112 с.
В 1951—1961 годах — начальник Калининградского ВВИКОЛКУ им. А. А. Жданова.
Умер в 1976 году. Похоронен на Ново-Волковском кладбище Санкт-Петербурга.

## Награды
- Орден Ленина, (1978)
- Орден Красного Знамени, четыре ордена
- Орден Отечественной войны I степени
- Медаль «За оборону Ленинграда»
- Медаль «За победу над Германией в Великой Отечественной войне 1941—1945 гг.»
- Юбилейная медаль «XX лет Рабоче-Крестьянской Красной Армии»

## Воинские звания
- Генерал-майор инженерных войск